# 亚硝酸钠
亚硝酸钠（NaNO2）常用于鱼类、肉类等食品的染色和防腐。纯净的亚硝酸钠是一种白色至浅黄色晶体。它有非常好的水溶性和吸湿性，水溶液呈弱碱性，pH约为9，易溶于液氨，微溶于乙醇、甲醇、乙醚等有机溶剂。在空气中，亚硝酸钠会被缓慢氧化成硝酸钠（NaNO3），后者是一种强氧化剂。亚硝酸钠遇有机物易发生爆炸。
亚硝酸钠也被用于以下领域：生产重氮化合物染料、亚硝基化合物和其它有机化合物；纤维纺织品的染色和漂白；照相；作实验室中的抗腐蚀剂；作金属涂层中的添加剂；生产橡胶。它的10%水溶液也被用于电镀。亚硝酸钠同样被用于人或动物的血管扩张、支气管扩张药物中。

## 制备
亚硝酸钠由氢氧化钠与一氧化氮、二氧化氮混合反应制得：
{\displaystyle {\ce {2 NaOH + NO2 + NO -> 2 NaNO2 + H2O}}}
值得注意的是，该反应需要在无氧条件下进行，否则制得的亚硝酸钠很容易被氧化成硝酸钠。

## 用途

亚硝酸钠电子式

### 日常饮食
亚硝酸盐是普通人日常饮食所需的一部分，存在于很多蔬菜中。在34种蔬菜，包括不同种类的白菜、生菜、菠菜、香菜和萝卜等样品中，亚硝酸盐含量通常在1.1到57 mg/kg之间烹饪蔬菜的过程中可能造成硝酸盐的流失，亚硝酸盐的损失却不显著。未经加工的肉类含有0.4-0.5 mg/kg亚硝酸盐和4–7 mg/kg硝酸盐，而腌渍过的肉中含有10–30 mg/kg硝酸盐。亚硝酸盐在动物组织中的代谢产物通常是一种重要的神经递质一氧化氮。一氧化氮最初可以由精氨酸通过一氧化氮合成酶产生或者来源于消化吸收的硝酸盐和亚硝酸盐。早期关于亚硝酸盐对人体负面影响的研究提前使人们认识到一氧化氮在人体代谢中的重要地位，并且知道了人体本身会内源性地产生一氧化氮。

### 食品添加剂
亚硝酸钠作为食品添加剂，不仅可以对鱼类、肉类食品进行染色和保鲜，原理是：亚硝酸盐在酸性条件下分解产生亚硝基（ NO ），亚硝基会很快与肌红蛋白反应生成稳定、鲜艳、亮红色的亚硝化肌红蛋白。使肉制品保持稳定的鲜艳红色。因此特别适用于午餐肉、火腿香肠等，而紅燒肉罐头、清炖猪肉罐头、炖肘子等肉制品使用自然色泽，一般不添加亚硝酸钠作为护色剂。亚硝酸钠的INS号是250，因而有些食品标签上写明了使用E250号添加剂，即为亚硝酸钠。 
亚硝酸钠还可以抑制肉毒杆菌的生长。后者可以产生肉毒杆菌毒素，造成食物中毒。在欧盟标准下，亚硝酸钠只能以不高于0.6%的含量与食用盐混合使用，它的E编码是E250。对亚硝酸钾的标准与之类似。
用于腌肉时一般和食盐混合。欧洲的腌肉用盐是预先混合好，含0.5–0.9%亚硝酸钠，其余为食盐。美国用的腌肉用盐是叫做“布拉格粉”（Prague Powder），含6.25%亚硝酸钠，其余为食盐，染成粉红色，用前需要再和食盐稀释。中国一般不用这类预拌粉，直接纯品现场稀释。

### 药用
静脉缓慢注射亚硝酸钠现在已经被用于氰化物中毒的急救（参见氰化物#解毒），和硫代硫酸钠配合使用，仅用于严重场合。由于现在有无毒的羟钴胺作为氰化物解药，亚硝酸钠一般只留在急救地点没有羟钴胺时使用。如果同时发生氰化物和一氧化碳中毒且没有羟钴胺用，单用硫代硫酸钠即足够。
近期的研究中发现亚硝酸钠对于扩张血管、改善血液循环有显著效果，包括对镰刀型红血球疾病、心肌梗死、脑动脉瘤和肺动脉高压去打等的应用前景，其中一些疾病目前可以导致婴儿死亡。但是扩张血管也会造成低血压、头痛、气短等副作用。

### 化工用途
亚硝酸钠被用于胺向重氮化合物的转化，而N2集团具有很好的离去性，生产应用中通过这样的反应来取代氨基。
实验室中，亚硝酸钠也被用于处理过量的叠氮化钠。这是因为在酸性条件下，亚硝酸钠与叠氮化钠发生如下反应：
{\displaystyle {\ce {2NaN3{+}2NaNO2{+}2H^{+}->3N2\uparrow {+}2NO{+}2Na^{+}{+}2H2O}}}
亚硝酸钠被加热到较高的温度（在330 °C以上）后，可以分解产生氧化钠、红棕色的二氧化氮和一氧化氮。
{\displaystyle {\ce {2NaNO2->[\Delta ]Na2O{+}NO\uparrow {+}NO2\uparrow }}}
氧化钠可以吸收二氧化碳产生碳酸钠，这有可能避免了一个潜水艇中的船员窒息于高浓度的二氧化碳。

### 自杀
2020和2021年间英语世界报道多起网购亚硝酸钠自杀案例，致使学术著作讨论亚硝酸钠毒性。使用亚硝酸钠作为自杀手段已在Sanctioned Suicide为主的自杀论坛大有讨论。亚硝酸钠也出现在著名的“McCarthy等人诉亚马逊公司”案件中，原告称亚马逊网站的“经常搭配”推薦系統将亚硝酸钠、止吐剂、自杀指南手册搭配成“自杀套装”给健康儿童售卖，属故意辅助自杀。该诉讼于2023年6月被驳回。eBay全网自2019年开始就禁止售卖本品。加拿大已有售卖商以“辅助自杀”罪名被公诉，曾向88位后来死亡的英国人出售本品。此外，美国已出台立法，旨在将亚硝酸钠浓度超过10%的产品视为《消费品安全法》禁止的消费品，此举不会影响布拉格粉（浓度6.25%）的销售。

## 急性毒性
这种化合物在含量比较高的状况下它也对包括人的动物表现明显的毒性。亚硝酸钠对鼠的半数致死量为180 mg/kg，对人的已知最低致死量为71 mg/kg，就是说一个重65 kg的人可能被最低4.615g该种物质致死。
怀疑食用亚硝酸钠自杀时，先遣急救員应立刻提供亞甲藍，治疗大量吞食产生的正鐵血紅蛋白血症。

## 健康关注
过量的亚硝酸钠会致癌。亚硝酸钠在烹调和消化过程中会和食物中的胺反应，产生致癌物质亚硝胺类化合物。传统食品中也存在亚硝胺，例如腌肉和咸鱼干。在19世纪20年代，美国一次重要的肉制品腌渍工艺的改进减少了69%的亚硝酸盐使用，这使得当时胃癌患者的死亡率骤减。而在1970年前后，人们发现抗坏血酸（即维生素C）可以有效抑制亚硝胺的产生。这使得美国要求肉制品中必须含有至少550ppm的抗坏血酸。制造商有时会使用成本更低但效果相当的异抗坏血酸作为替代。制造商也会添加α-生育酚（即维生素E）来起到进一步效果。上述三种化合物均通过它们的抗氧化性来抑制亚硝胺的产生。抗坏血酸为例，它可以通过氧化还原作用将亚硝酸钠的转化物亚硝酸酐还原为一氧化氮，而自身被氧化为脱氢抗坏血酸。
一项最近的研究揭示了长期使用腌渍肉制品与COPD之间的关系。研究者认为这类肉制品中高含量的亚硝酸盐是导致这类肺病的重要因素，但是目前还没有得到理论性的证实。同时这项研究并没有证明亚硝酸盐会提高这类肺病的发病率，而仅仅只是存在某种联系。

### 反应机理
致癌物质亚硝胺产生于食物中天然含有的胺类与加工肉制品中亚硝酸盐的化学反应。
R2NH（胺） + NaNO2（亚硝酸钠）→ R2N-N=O（亚硝胺）
在酸性环境（例如胃液）或中火加热条件（例如烹饪过程）下，亚硝胺可以形成重氮盐。
R2N-N=O（亚硝胺） +（酸性环境或加热条件）→ R-N2+（重氮盐）
特定的亚硝胺类化合物，例如N-亚硝胺和N-亚硝基四氢吡咯可以产生碳正离子与细胞中的生物亲核试剂发生反应（例如DNA或酶）。
R-N2+（重氮盐）→ R+（碳正离子） + N2（离去基团） + :Nu（生物亲核试剂）→ R-Nu
一旦这样的亲核取代发生在一个生物大分子上的关键部位，就可能破坏细胞的正常功能，导致细胞癌变或细胞凋亡。

## 拓展阅读
- Theodore R. Kozlowski, Roger F. Bartholomew. . Journal of The Electrochemical Society. 1967, 114 (9): 937  [2019-04-04]. doi:10.1149/1.2426783 （英语）.